# Atiopa, Aquila
Atiopa är en ort i Mexiko.   Den ligger i kommunen Aquila och delstaten Veracruz, i den sydöstra delen av landet, 200 km öster om huvudstaden Mexico City. Atiopa ligger 2 711 meter över havet och antalet invånare är 302.
Terrängen runt Atiopa är kuperad åt nordväst, men åt sydost är den bergig. Atiopa ligger uppe på en höjd. Runt Atiopa är det ganska tätbefolkat, med 111 invånare per kvadratkilometer. Närmaste större samhälle är Río Blanco, 19,5 km öster om Atiopa. I omgivningarna runt Atiopa växer huvudsakligen savannskog.